# Marlow
Marlow ist eine amtsfreie Stadt im Westen des Landkreises Vorpommern-Rügen in Mecklenburg-Vorpommern (Deutschland). Die Stadt bildet für ihre Umgebung ein Grundzentrum.

## Geografie

### Geografische Lage
Marlow liegt westlich der Recknitz am Übergang des unteren Recknitztales zu den Hügeln einer Endmoräne. Die Anhöhen im Stadtgebiet erreichen über fünfzig Meter, während das Recknitztal knapp über dem Meeresspiegel liegt. Diese Grenzlage und die sich windenden schmalen Straßen der Stadt haben Marlow auch den Beinamen „Klein-Thüringen“ eingebracht. Das Flusstal der Recknitz ist als Naturschutzgebiet Unteres Recknitztal ausgewiesen. Beim Ortsteil Dänschenburg befindet sich das Naturschutzgebiet Großes Moor bei Dänschenburg. Die Stadt ist etwa 25 Kilometer von der Ostsee entfernt (Strand von Dierhagen auf der Halbinsel Fischland-Darß-Zingst).

### Stadtgliederung
Die Stadt Marlow besteht aus folgenden Ortsteilen:
| - Allerstorf - Alt Guthendorf - Alt Steinhorst - Bartelshagen I - Bookhorst - Brünkendorf - Brunstorf | - Carlewitz - Carlsruhe - Dänschenburg - Ehmkenhagen - Fahrenhaupt - Gresenhorst - Jahnkendorf | - Kloster Wulfshagen - Kneese - Kuhlrade - Marlow - Neu Guthendorf - Neu Poppendorf - Neu Steinhorst | - Poppendorf - Rostocker Wulfshagen - Schulenberg - Tressentin - Völkshagen |

### Nachbargemeinden
Nachbargemeinden (im Uhrzeigersinn) sind: Stadt Ribnitz-Damgarten, Ahrenshagen-Daskow, Semlow, Eixen, Stadt Bad Sülze, Dettmannsdorf, Sanitz und Blankenhagen.

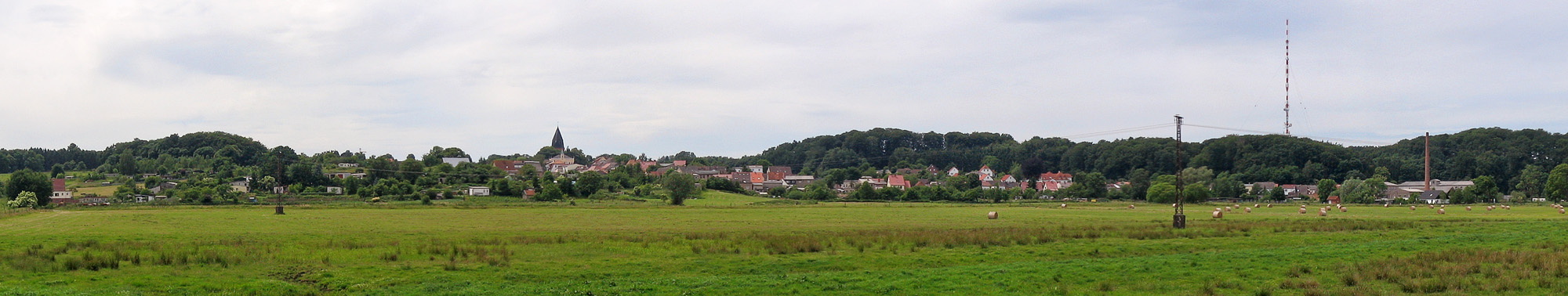
Panorama der Unterstadt

## Geschichte

### Name
Der Ort wird in Urkunden auch als Marlov, Marlowe oder Marlouwe erwähnt. Der altpolabische Name änderte sich nur unwesentlich in Marlow und war wahrscheinlich einmal ein Personenname.

### Vorgeschichte

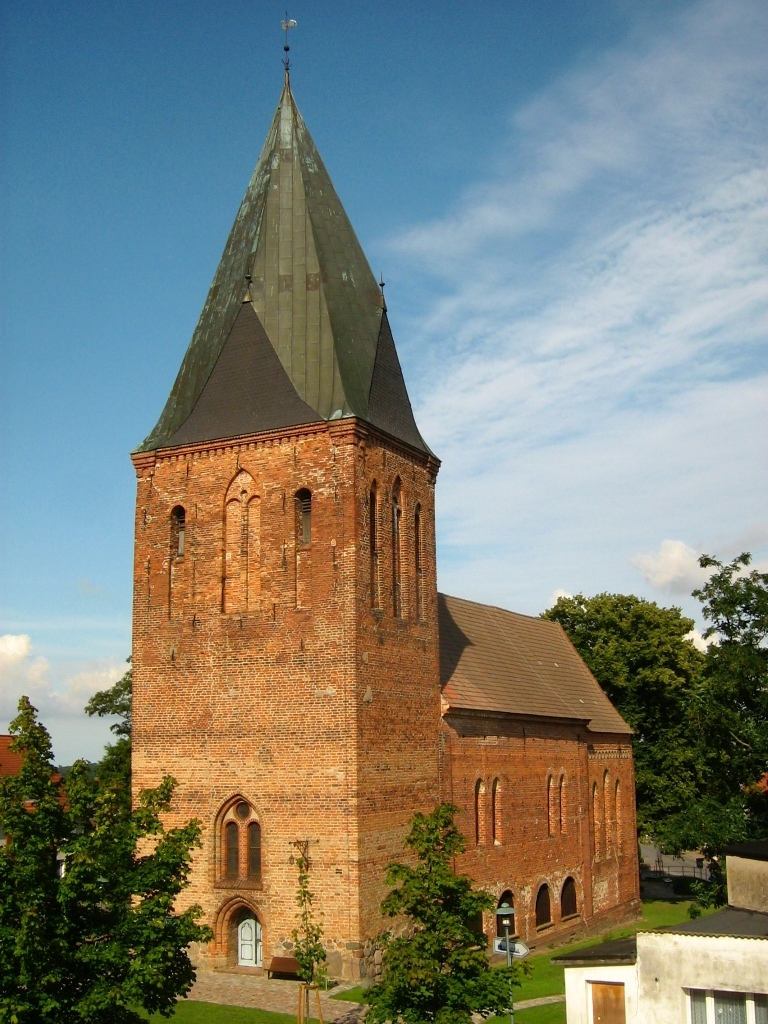
Stadtkirche

Die Stadt Marlow verdankt ihre Entstehung einer slawischen Hofburg, die nach Grabungsfunden bereits im 9. Jahrhundert bestanden haben muss. Lediglich in der Altliteratur erwähnt ist eine Überlieferung, wonach „Fürst Heinrich Borwin seinem Ritter Heinrich von Bützow die Hälfte des Schlosses Marlow neben neun dazu belegten Dörfern und anderen Zubehörungen eingethan und geschenket, dagegen derselbige sich verpflichtet, das Land wieder zu cultivieren und in guten Stand zu bringen.“ Als Stammesvorort der nördlichen Wilzenstämme erlangte Marlow im 12. und 13. Jahrhundert strategische Bedeutung als Grenzburg gegen Pommern und als Hauptort der „terra Marlow“ (später Vogtei). 1210 bestätigte eine Urkunde die Belehnung des Marlower Burgherrn, seiner Ehefrau und des Sohnes Thetlev. Während Marlow noch immer als „villa“ (Dorf) bezeichnet wird, begann man mit dem Bau der heutigen Stadtkirche. 1244 wurde sie geweiht, und 1248 wurde für Marlow ein Geistlicher benannt. Die erste Entwicklung war sehr rege, stagnierte jedoch bereits am Ende des 13. Jahrhunderts, als die Vogtei ins benachbarte Sülze verlegt wurde. Die Saline dort wurde noch Jahrhunderte später als „salina de Marlowe“ bezeichnet.

### Stadtgründung
Die Geschichte von Marlow als deutschrechtliche Stadt beginnt im späten 13. Jahrhundert. Das Jahr der Verleihung der Stadtrechte ist nicht überliefert, jedoch wurde der Ort bereits 1298 „oppidum“ (Städtchen) bezeichnet. Eine Bestätigung des Lübischen Stadtrechts erfolgte erst 1459.
Als Stadt gewann Marlow niemals überregionale Bedeutung und war bis zu den jüngsten Eingemeindungen eine der kleinsten Städte in Mecklenburg. Marlow wurde öfter als Pfand für Schulden des Landesherren eingesetzt. Von 1301 bis 1325 gehörte deshalb die Stadt mit der Herrschaft Rostock zu Dänemark. 1448 und 1450 erhielten die Brüder Claus und Vicke von der Lühe Marlow als Pfand und dann bis 1768 als erbliches Lehen. Durch die adelige Stadtobrigkeit geriet Marlow in den nächsten 320 Jahren häufiger zwischen die Fronten von Landesherren und Ritterschaft. Marlow wurde Landstadt in Mecklenburg und war als solche eine der Städte im Wendischen Kreis, die bis 1918 auf mecklenburgischen Landtagen der 1523 vereinten Landstände vertreten waren.

### 16. bis 19. Jahrhundert
Wie alle Städte in Mecklenburg und Pommern wurde auch Marlow im Dreißigjährigen Krieg heimgesucht. 1630 und 1637/38 waren dabei die schlimmsten Jahre. Selbst die Kupferdeckung der Kirche wurde 1638 requiriert und die Kirchenglocken beschädigt. 1775 wurde mit Zustimmung des Herzogs ein Küsterhaus gebaut, das auch als Schule diente. Dieses Fachwerkhaus steht noch heute. 1788 beklagte der Pastor, dass von 123 schulpflichtigen Kindern nur 52 die Schule besuchten.
Auch Marlow profitierte von den allgemeinen Entwicklungsschüben des 19. Jahrhunderts. Viele Handwerker siedelten sich an. Gleichwohl blieb die Bedeutung der Stadt so gering, dass sie ohne Eisenbahnanschluss blieb. 1819 verzeichnete die Stadt 1191 Einwohner, 1859 schon 2100. Die ersten Straßen wurden gepflastert. 1862 bezogen die Ratsherren ein neues Rathaus, einen zweigeschossigen neogotischen Putzbau mit spitzbogigen Fenstern, romantischem Zinnenkranz und Fialtürmchen an den Ecken. 1888 schlossen sich die Bauern, Pächter und Gutsbesitzer zu einer Genossenschaft zusammen, die bis 1991 eine Molkerei betrieb.

### Neuere Geschichte
Marlow gehörte bis 1925 zum Amt Rostock im Großherzogtum, später Land Mecklenburg-Schwerin. Bürgermeister nach dem Ersten Weltkrieg war Heinrich Schoppen. 1933 wurde aus dem Amt Rostock der Kreis Rostock. Marlow wurde nach der Vereinigung von Mecklenburg-Schwerin mit Mecklenburg-Strelitz 1934 Teil des Landes Mecklenburg und gehörte von 1939 bis 1952 zum Landkreis Rostock.
Erst 1961 wurde in Marlow mit dem Bau von Wasserleitungen begonnen. Bis dahin erhielten die Bürger ihr Wasser aus öffentlichen Pumpen.
Im Oktober 1970 eskalierte ein Konflikt zwischen SED und FDJ einerseits und der evangelischen Kirche andererseits, als eine Lehrerin der örtlichen Polytechnischen Oberschule Pastor Rietzke zu einer Schulveranstaltung eingeladen hatte und deswegen aus der Lehrerschaft entlassen wurde. Lehrer, die ihr Sympathien bekundeten, wurden disziplinarisch belangt. Im Februar 1971 verbot der Schulleiter die Teilnahme an Jugendgottesdiensten und Konfirmation. 1989/1990 waren die Ereignisse noch präsent, die betroffenen Lehrer wurden rehabilitiert.
Nach der politischen Wende wurde ab 1991 der historische Stadtkern mit dem Rathaus im Rahmen der Städtebauförderung saniert.
Von 1952 bis 1994 gehörte Marlow zum Kreis Ribnitz-Damgarten (bis 1990 im DDR-Bezirk Rostock, 1990–1994 im Land Mecklenburg-Vorpommern), der sich beiderseits der durch die Recknitz markierten historischen Grenze zwischen Mecklenburg und Vorpommern erstreckte. 1994 wurde die Stadt in den Landkreis Nordvorpommern eingegliedert, obwohl sie historisch zum mecklenburgischen Landesteil Mecklenburg-Schwerin gehört. Seit der Kreisgebietsreform 2011 liegt sie im Landkreis Vorpommern-Rügen.

### Geschichte der Ortsteile
Allerstorf
Das Gut gehörte den Familien Christian Wilhelm Brist (ab 1704) und von der Lühe (ab 1784). 1824 wurde es Domanialgut, das um 1921 Wilhelm Burow verwaltete. Die Flächengröße betrug nun 473 ha.
Alt Steinhorst
Alt Steinhorst und Neu Steinhorst hießen vormals Deutsch und Wendisch Zeppelin. Alt Steinhorst entwickelte sich zum Gutsort mit namhaften Besitzerfamilien, wie die von der Lühe und von Kardorff. Zuletzt war die Begüterung in bürgerlicher Hand.
Brunstorf
Die Besitzesfolge von Gut Brunstorf ist seit 1704 mit dem stetigen Wechsel geprägt. Zwei Jahrzehnte war das Gut im Besitz der Familie von Gundlach, hier des Landwirts Hans von Gundlach-Leizen. Die bekannte bürgerliche Gutsbesitzerfamilie Melms war nachfolgend hier ansässig. Das kleine Herrenhaus wurde in den 1980er Jahren abgetragen.
Neu Steinhorst
Der Ort wurde 1794 im Staatskalender erstmals erwähnt. Das Gut hatte mehrere Besitzer, bis es 1848 an das Klosteramt Ribnitz verkauft wurde.
Schulenberg
Gutsbesitzer waren u. a. die Familie von der Lühe (1506–1824). Es wurde dann als großherzogliches Kammergut verpachtet und dem Salineamt (Bad) Sülze zugeordnet. Das erhaltene Gutshaus ist heute im Privatbesitz.
Tressentin
Gutsbesitzer waren u. a. die Familien von Braun (ab 1751), von Raven (ab 1782), Eiermann (ab 1786), Collmann und Albrecht (1796–1916?).

### Eingemeindungen
Am 1. Januar 1999 wurden die vormals selbstständigen Gemeinden Allerstorf, Bartelshagen I, Brünkendorf, Carlsruhe, Gresenhorst und Kuhlrade eingemeindet. Außerdem wurde am 15. Februar 2004 die Gemeinde Schulenberg eingemeindet.

## Bevölkerung
| Jahr | Einwohner |
| ---- | --------- |
| 1990 | 2089      |
| 1995 | 1983      |
| 2000 | 5115      |
| 2005 | 5153      |
| 2010 | 4770      |
| 2015 | 4588      |

| Jahr | Einwohner |
| ---- | --------- |
| 2020 | 4616      |
| 2021 | 4665      |
| 2022 | 4694      |
| 2023 | 4673      |

Stand: 31. Dezember des jeweiligen Jahres
Der starke Anstieg der Einwohnerzahl 2000 ist auf die Eingemeindung von sechs Gemeinden im Jahr 1999 zurückzuführen.

## Politik

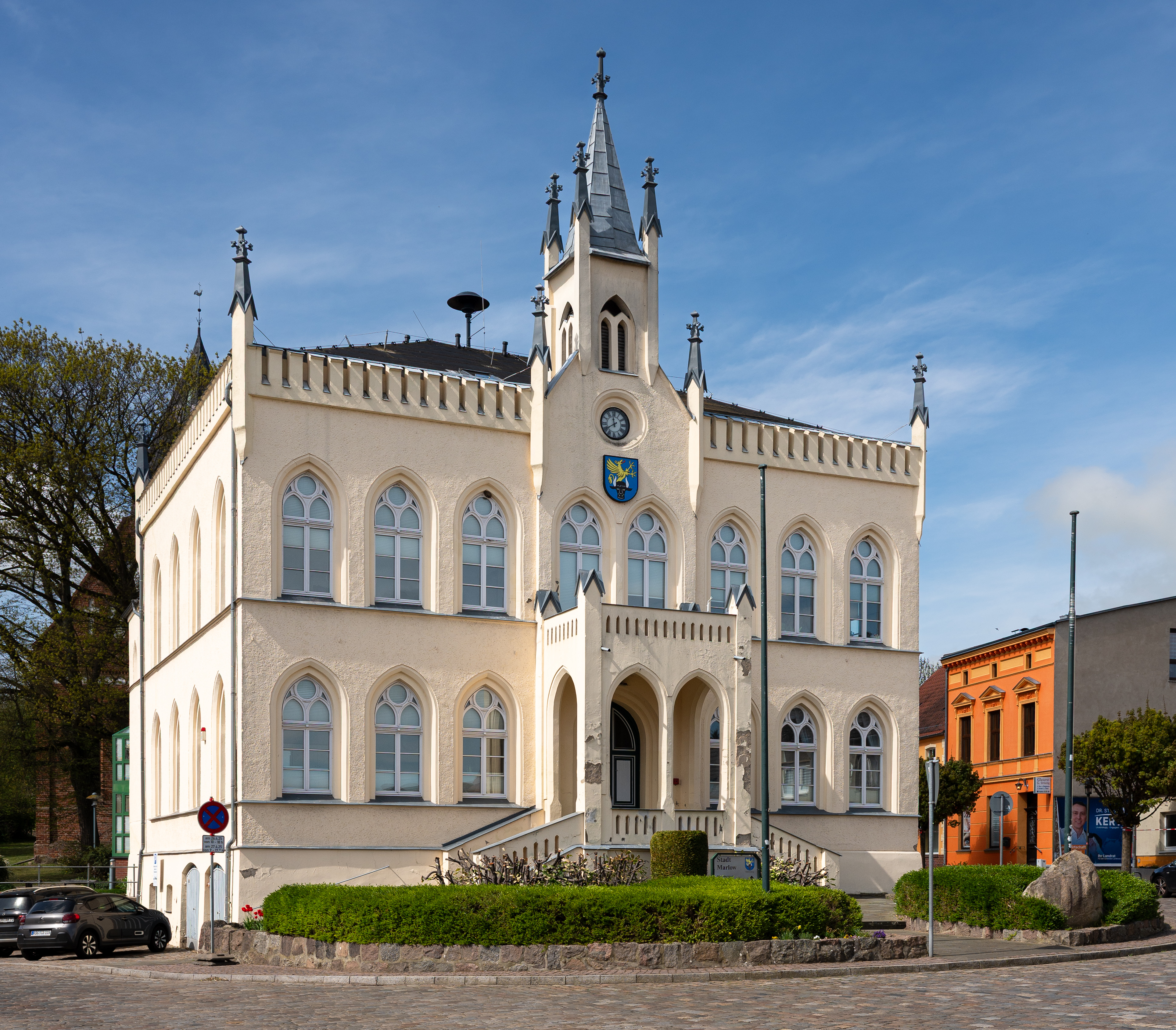
Rathaus

### Stadtvertretung
Die Stadtvertretung von Marlow besteht aus 17 Mitgliedern. Die Kommunalwahl am 9. Juni 2024 führte bei einer Wahlbeteiligung von 65,8 % zu folgendem Ergebnis:
| Partei / Wählergruppe           | Stimmenanteil 2019 | Sitze 2019 |  | Stimmenanteil 2024 | Sitze 2024 |
| ------------------------------- | ------------------ | ---------- |  | ------------------ | ---------- |
| Bauernverband                   | 41,8 %             | 7          |  | 46,3 %             | 8          |
| CDU                             | 35,6 %             | 6          |  | 35,5 %             | 6          |
| Die Linke                       | 16,1 %             | 2          |  | 09,3 %             | 2          |
| SPD                             | 06,5 %             | 1          |  | 05,6 %             | 1          |
| Einzelbewerber Christoph Wegner | –                  | –          |  | 03,3 %             | –          |
| Insgesamt                       | 100 %              | 17         |  | 100 %              | 17         |

### Bürgermeister
- 1990–1994: Heino Schütt (CDU)
- 1994–1999:
- 1999–2008: Heino Schütt (CDU)
- 2008–2025: Norbert Schöler (CDU)[14]
- seit 2025: Andreas Kröger

Schöler wurde in der Bürgermeisterwahl am 4. September 2016 ohne Gegenkandidat mit 74,4 % der gültigen Stimmen für eine weitere Amtszeit von neun Jahren gewählt.

### Wappen
Das Wappen wurde am 10. April 1858 durch Großherzog Friedrich Franz II. bestätigt.
Blasonierung: „In Blau ein hersehender schwarzer Stierkopf mit geschlossenem Maul und silbernen Hörnern, zwischen denen ein links gewendeter, rot gezungter goldener Greif wächst.“
Das Wappen wurde 2000 vom Schweriner Heraldiker Heinz Kippnick neu gezeichnet und unter der Nr. 213 der Wappenrolle von Mecklenburg-Vorpommern registriert.

### Partnerstädte
- seit 1991: Gettorf bei Eckernförde in Schleswig-Holstein
- seit 2002: Czaplinek (Woiwodschaft Westpommern) in Polen

## Sehenswürdigkeiten und Kultur

### Bauwerke
- Stadtkirche Marlow, Backsteinkirche im Übergang von der Romanik zur Gotik mit einem 2-jochigen und ursprünglich basikalen Langhaus aus dem Jahre 1244. Die gotischen Kreuzrippengewölbe sind westfälischer Prägung. Der quadratische Turm in der Breite des Mittelschiffs stammt aus dem 15. Jahrhundert und wird durch einen typisch norddeutschen, „Bischofsmütze“ genannten Turmhelm abgeschlossen.
- Rathaus von 1862, zweigeschossiger neogotischer Putzbau mit spitzbogigen Fenstern, romantischem Zinnenkranz, einem Turm über dem Eingang und Fialtürmchen an den Ecken
- Küsterhaus, Fachwerkhaus von 1776 für den Küster und seine Schule (bis 1834)
- Pfarrhaus, Fachwerkhaus von 1822
- Heimatstube Marlow, Exponate aus alten Marlower Gewerken wie Müller, Schuster, Schneider, Schmied oder Weber in zwei Ausstellungsräumen (seit 1995)
- Schimmelbrunnen, erreichbar vom Schützenhaus in Richtung Recknitztal in etwa 3000 Metern Entfernung, zum Schlossberg führen Treppen hinauf
- Sockelgeschoss-Holländerwindmühle, bis 1989 im Betrieb und heute technisches Denkmal
- Dorfkirche Rostocker Wulfshagen in spätgotischem Stil aus Feld- und Backsteinen mit spätgotischem Schnitzaltar, barocker hölzerner Kanzel (um 1725) und Votivschiff von 1861
- Dorfkirche Kloster Wulfshagen aus dem 18. Jahrhundert, schlichter Fachwerkbau mit einem niedrigen verbretterten Turm, einem spätgotischen Schnitzaltar und einer Kanzel der Spätrenaissance
- Dorfkirche Dänschenburg, Feldsteinbau aus dem 13. Jahrhundert. Der Turm hat einen hölzernen Aufsatz und ein Pyramidendach (1732). Im Inneren befinden sich ein Altaraufsatz von 1722, ein Tafelbild aus dem Anfang des 16. Jahrhunderts und eine barocke Kanzel von 1725.
- Kirche Kuhlrade, Fachwerkkirche aus dem 18. Jahrhundert mit schlichter Kirchenausstattung aus der Bauzeit
- Wulfshäger Museumsscheune auf dem Dreiseithof der Familie Ehlers, zeigt bäuerliche Alltagskultur
- Sender Marlow, 171 Meter hoher Mast für die Rundfunk- und Fernsehübertragung, 1970 erbaut
- Turmhügel Bookhorst
- Turmhügel Gresenhorst
- Marinefunksendestelle Marlow, Sendestelle der Marine zur weitreichenden Kommunikation mit Schiffen

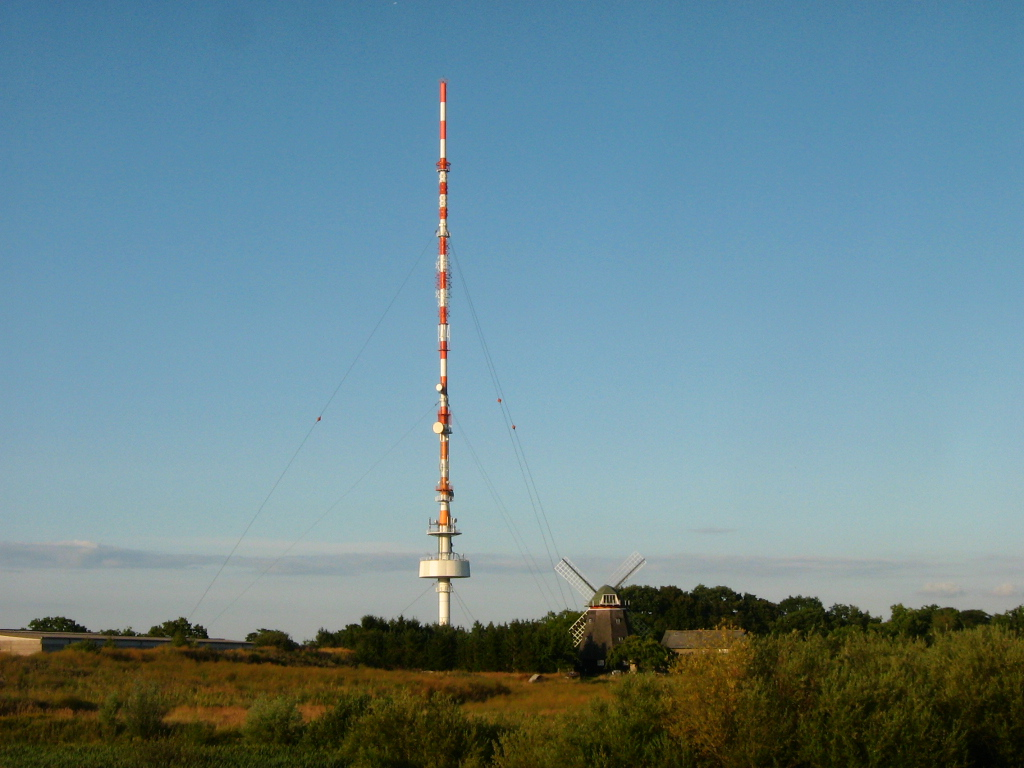
Fernsehturm
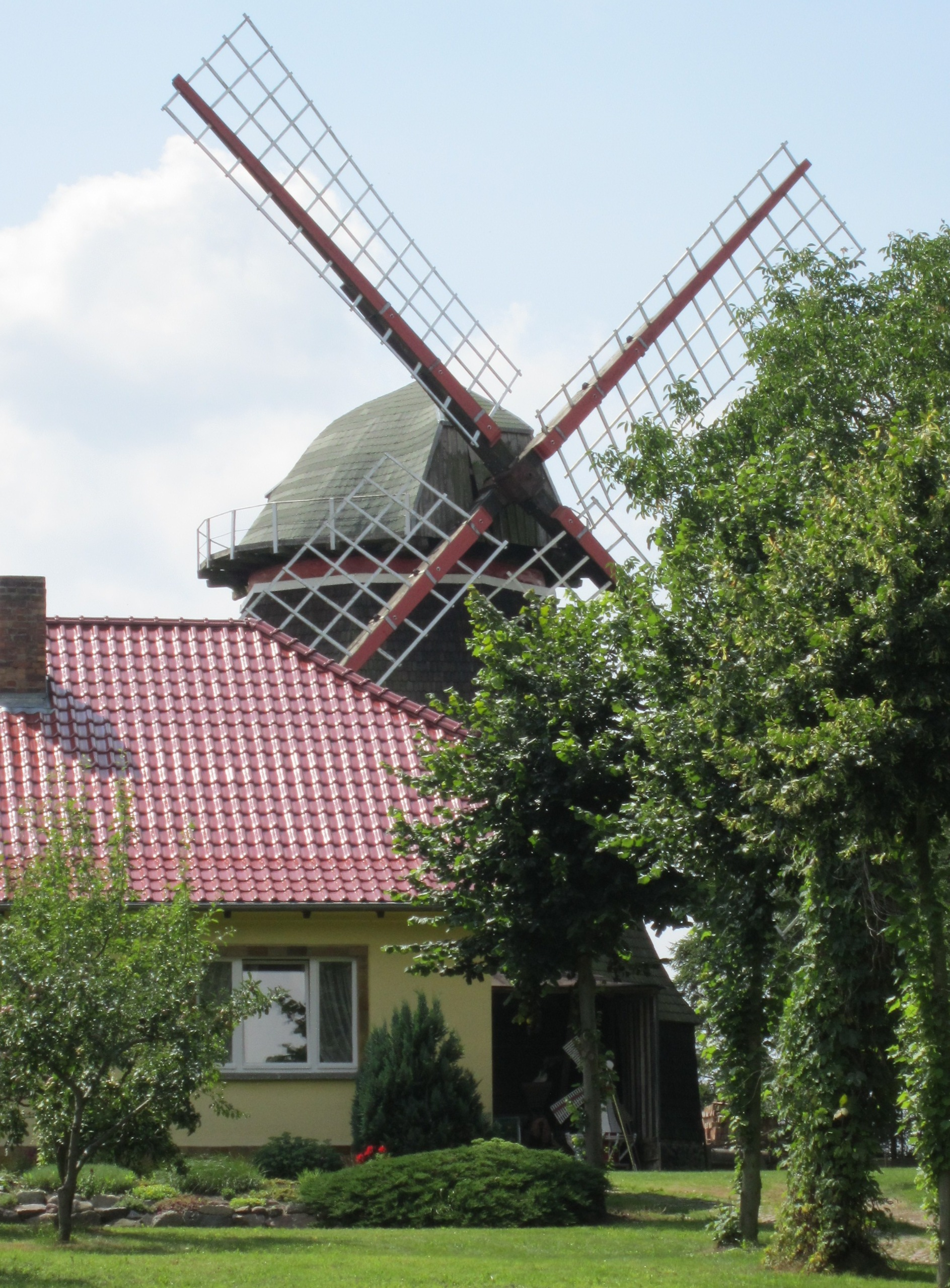
Windmühle
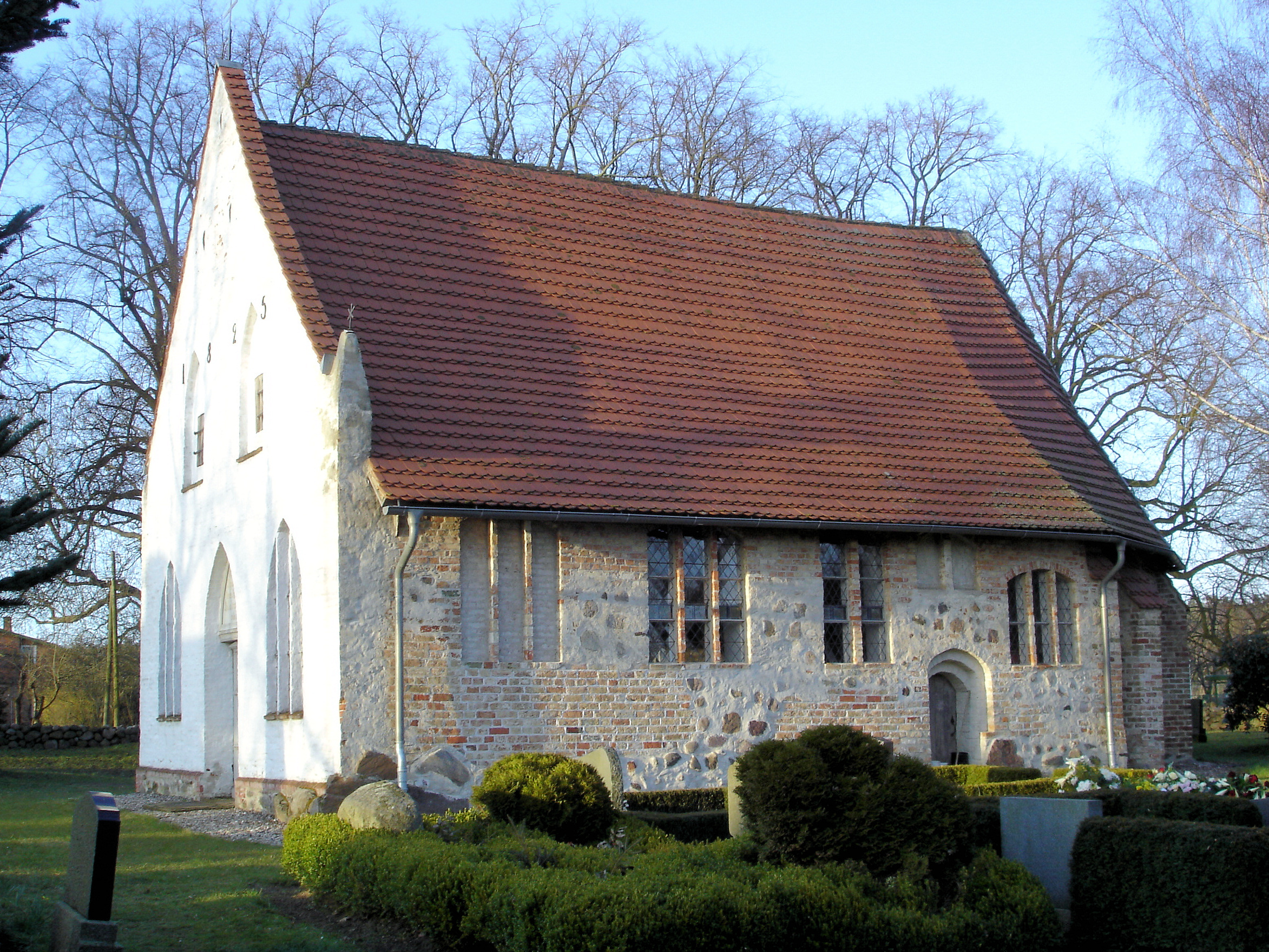
Kirche Rostocker Wulfshagen
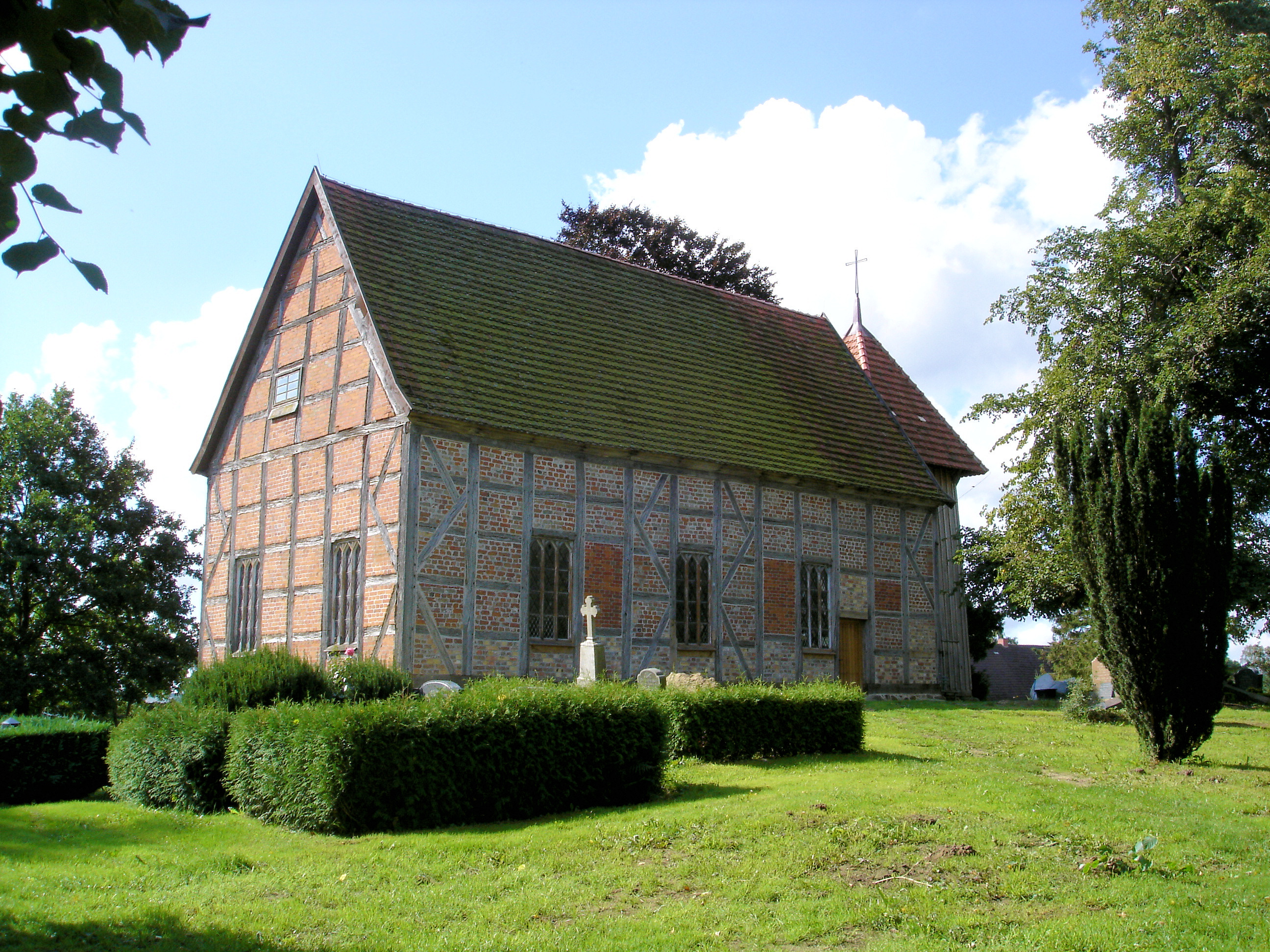
Kirche Kloster Wulfshagen
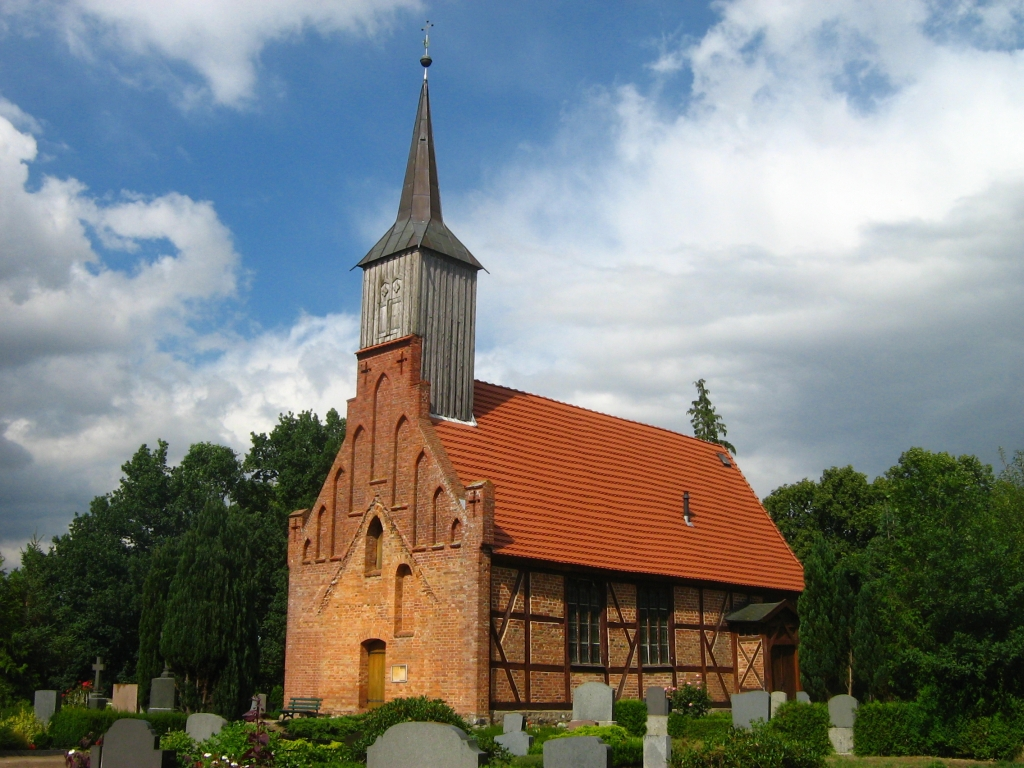
Kirche Kuhlrade

### Kirchen
- Evangelisch-lutherisch:
  - Stadtkirche Marlow von um 1244, romanisch und gotisch
  - Dorfkirche Dänschenburg von um 1250, aus Feldsteinen
  - Kirche Kuhlrade, Fachwerkbau von 1754
  - Dorfkirche Rostocker Wulfshagen von nach 1318 als  Feld- und Backsteinbau
- Katholische Kirche St. Paulus in Marlow. Die 1954 erbaute katholische Gresenhorster Kirche Zum Heiligsten Herzen Jesu und zum Heiligen Herzen Mariä wurde 2006 profaniert.[17]

### Grünflächen und Naherholung
- Vogelpark Marlow mit etwa 20 Hektar Fläche und etwa 150 verschiedenen Vogelarten in großzügigen Anlagen. Zum 1994 eröffneten Park gehören ein Tropenhaus und eine Pinguinanlage. Täglich finden Greifvogel-Flugschauen und Schaufütterungen statt.

### Kultur
- Chor, Flötengruppe, Singegruppe TE-LA-WI-DU, Akkordeongruppe, Kirchenchor
- Schulverein Marlow, Marlow26, Tafel Recknitztal e. V., Ferien für Kinder von Tschernobyl e. V., Ortsgruppen DRK und Volkssolidarität, div. Kleingärten- und Wochenendsiedlungsvereine
- Dorfvereine: Mien Dörp – Mien Heimat Gresenhorst e. V., Bartelshäger Dorfverein e. V., Dorfverein Rostocker Wulfshagen e. V., Dänschenburger Dorfverein Treffpunkt e. V.
- jährlich Kinderflohmarkt und Rassegeflügelausstellung

## Wirtschaft und Infrastruktur

### Wirtschaft
Im Jahr 2022 erzielte Marlow Einnahmen aus der Gewerbesteuer in Höhe von 3,76 Millionen Euro. Mit einem Gewerbesteuerhebesatz von 330 % zählt die Stadt zu den steuerlich attraktiven Standorten Deutschlands.
Das Gewerbegebiet am Funkturm im Ortsteil Marlow hat eine Größe von 22 Hektar.
Größere Betriebe sind:
- Agrargenossenschaft Bartelshagen I
- Agrargenossenschaft Jahnkendorf
- Gestüt Nordvorpommern GmbH
- Marlower Möbel GmbH
- ScanHaus Marlow GmbH

### Verkehr
Marlow liegt an den Landesstraßen L 18 zwischen Semlow und Tessin und L 181 zwischen Ribnitz-Damgarten und Bad Sülze. Die nächstliegende Autobahnanschlussstelle ist Bad Sülze an der A 20 zwischen Rostock und dem Dreieck Uckermark in etwa 15 Kilometer Entfernung.
Der nächstgelegene Bahnhof ist Ribnitz-Damgarten West an der Bahnstrecke Stralsund–Rostock.

### Bildung
- Grundschule Marlow: Marlower Loris im Ortsteil Marlow
- Kindertagesstätten des ASB: Kita Grünschnabel im Ortsteil Marlow, Kita Maulwurfhügel im Ortsteil Bartelshagen I, Kita De Klaukschieters im Ortsteil Gresenhorst, Allersdörper Kinnerstuv im Ortsteil Allerstorf

### Sport
- Sportverein 1927 Bartelshagen I e. V.
- Schützenverein Falke Grsenhorst e. V.
- De Meckelbörger Vorderladerschützen e. V.
- Marlower Stockcar Team Wild Tigers
- BSG ScanHaus Marlow e. V.
- Angelvereine Jahnkendorf, Kuhlrade und An der Recknitz e. V.
- Reitvereine Dänschenburg e. V., Marlow e. V., Rostocker Heide e. V.
- Scanhaus-CUP (jährlich veranstaltetes Radrennen)

## Persönlichkeiten
Söhne und Töchter der Stadt oder heutiger Ortsteile
- Karl Joachim Sibeth (1692–1748), lutherischer Theologe
- Adolph Andreas von der Lühe (1695–1750), dänischer Kammerherr, im heutigen Ortsteil Schulenberg geboren
- Hermine Gräfin von Bernstorff (1868–1941),  Stiftsdame, Verbandsfunktionärin und Abgeordnete, im heutigen Ortsteil Alt Steinhorst geboren
- Paul Hermann Hartwig (1872–1927), Redakteur, Schriftsteller, im heutigen Ortsteil Carlsruhe geboren
- Ulrich Neckel (1898–1928), Jagdflieger im Ersten Weltkrieg, Träger des Pour le Mérite, im heutigen Ortsteil Carlsruhe geboren
- Ernst Wulf (1921–1979), Vorsitzender der VdgB der DDR, im heutigen Ortsteil Poppendorf geboren
- Jürgen Leiblein (* 1949), Politiker (CDU)

Mit Marlow oder heutigen Ortsteilen verbundene Persönlichkeiten
- Klara Schleker (1852–1932), Frauenrechtlerin, lebte in Marlow
- Gustav Boldt (1853–1939), Verleger, starb im Ortsteil Alt Steinhorst
- Karl Schneeberg (1894–1946), Politiker (SPD), Lehrer und Stadtverordneter in Marlow
- Horst Pätzold (1926–2018), Pflanzenbauwissenschaftler, wuchs in Bookhorst auf
- Jo Jastram (1928–2011), Bildhauer, lebte in Kneese
- Heino Schütt (* 1944), Politiker (CDU), langjähriger Bürgermeister von Marlow
- Susanne Rast (* 1962), Bildhauerin und Zeichnerin, lebt in Marlow